# Matka Boska ze świeczką (obraz Carlo Crivelliego)
Matka Boska ze świeczką (wł. Madonna della Candeletta) − obraz włoskiego malarza renesansowego Carla Crivelliego powstały po 1490, przedstawiający Maryję Pannę z Dzieciątkiem.
Obraz znajduje się w zbiorach Pinakoteki Brera w Mediolanie. Stanowił część tzw. Poliptyku z Duomo w Camerino. Dzieło jest sygnowane: KAROLUS CHRIVELLUS VENETUS EQUES [L]AUREATUS PINXIT.

## Historia
Dokument z umową zlecenia na namalowanie poliptyku dla Katedry w Camerino nosi datę 10 maja 1488. Zamawiane dzieło miało mieć rozmiary 10 stóp szerokości oraz 13 lub 14 stóp wysokości (3,4 na 4,7 m). Użyty w inskrypcji na obrazie tytuł rycerski eques laureatus nadał malarzowi w 1490 Ferdynand II z Neapolu. Obraz musiał więc powstać po tym roku.
Mało znane są późniejsze losy całego poliptyku. Z przechowywanego w archiwum diecezjalnym w Camerino dokumentu z 16 maja 1548, zezwalającego kapitule katedralnej na usunięcie poliptyku i nowej aranżacji wystroju prezbiterium, wnioskuje się, iż w tym właśnie roku przestał on ozdabiać główny ołtarz świątyni. Po trzęsieniu ziemi w 1799 części poliptyku trafiły do Kościoła San Domenico w Camerino.
W czasach konfiskat napoleońskich poliptyk trafił do powstającego w Mediolanie Muzeum Brera. Skatalogowano wówczas: Matkę Boską ze świeczką, Ukrzyżowanie oraz Świętych Ansowina i Hieronima (nry 713, 712 oraz 714). Ukrzyżowanie nie jest obecnie uznawane za część poliptyku.

## Opis
Maryja została przedstawiona w postawie siedzącej na kamiennym tronie. Na kolanach trzyma siedzącego Jezusa, który bawi się owocem gruszki. Za Madonną znajduje się nisza, którą artysta wypełnił girlandą z motywami roślinnymi i bogactwem owoców. Matka Boska ma na głowie koronę. Suknia Maryi zdaje się być uszyta z różnokolorowego adamaszku. Na stopniu u stóp Maryi malarz umieścił wazon z symbolicznymi kwiatami: lilią i białą i czerwoną różą. U dołu po lewej stronie widnieje cienka świeca procesyjna. To od niej przyjęło się nazywać obraz Matka Boska ze świeczką.